# Agua Caliente de Cebada
Agua Caliente de Cebada är en ort i Mexiko.   Den ligger i kommunen Sinaloa och delstaten Sinaloa, i den västra delen av landet, 1 200 km nordväst om huvudstaden Mexico City. Agua Caliente de Cebada ligger 237 meter över havet och antalet invånare är 406.
Terrängen runt Agua Caliente de Cebada är varierad. Runt Agua Caliente de Cebada är det glesbefolkat, med 19 invånare per kvadratkilometer. Närmaste större samhälle är Mazocari, 4,7 km väster om Agua Caliente de Cebada. I omgivningarna runt Agua Caliente de Cebada växer huvudsakligen savannskog.